# 혼조와세다역
혼조와세다역(일본어: 本庄早稲田駅)은 일본 사이타마현 혼조시에 있는 동일본 여객철도 조에쓰 신칸센의 철도역
이다. 다카사키역을 기점으로 하는 호쿠리쿠 신칸센의 열차도 들어오며, 조에쓰 신칸센에서는 조모코겐역으로 다음 2번째의 신칸센 단독역이며, 호쿠리쿠 신칸센의 역으로서는 안나카하루나역으로 다음 신칸센 단독역이다.

## 타는 곳
| 1 | ■ 조에쓰 신칸센   | (하행) | 다카사키 · 에치고유자와 · 니가타 방면                   |
| 1 | ■ 호쿠리쿠 신칸센 |        | 다카사키 · 가루이자와 · 나가노 · 가나자와 · 쓰루가 방면 |
| 2 | ■ 조에쓰 신칸센   | (상행) | 오미야 · 도쿄 방면                                      |

## 이용 현황
- 2004년도 : 1,671명
- 2005년도 : 1,924명
- 2006년도 : 2,074명
- 2007년도 : 2,215명
- 2008년도 : 2,181명
- 2009년도 : 2,033명
- 2010년도 : 2,010명

## 역 주변
- 와세다 대학 혼조 캠퍼스
- 다카사키 선 혼조 역 : 약 3분.

## 인접정차역
| 동일본 여객철도 ■ 조에쓰 신칸센 | 동일본 여객철도 ■ 조에쓰 신칸센 | 동일본 여객철도 ■ 조에쓰 신칸센 |
| ------------------------------- | ------------------------------- | ------------------------------- |
| 구마가야 도쿄 방면              | 조에쓰 신칸센                   | 다카사키 니가타 방면            |